# The Double Cross (film, 1912, Thayer)
Pour les articles homonymes, voir The Double Cross.
Pour plus de détails, voir Fiche technique et Distribution.
The Double Cross est un film muet américain réalisé par Otis Thayer et sorti en 1912.

## Fiche technique
- Titre : The Double Cross
- Réalisation : Otis Thayer
- Producteur :  William Selig
- Société de production : Selig Polyscope Company
- Société de distribution : General Film Company
- Pays d'origine :  États-Unis
- Langue : film muet avec les intertitres en anglais
- Métrage 300 mètres
- Format : Noir et blanc — 35 mm — 1,33:1 — Muet
- Genre : Film dramatique
- Durée : 10 minutes
- Dates de sortie : 
  -  États-Unis :23 juillet 1912

## Distribution
- William Duncan : Bernard Judd
- Myrtle Stedman : Sara Sevener
- Lester Cuneo : Luer
- Josephine West
- Marshall Stedman
- Florence Dye
- Otis Thayer
- S.L. DeLong
- Laura Garrot